# Prince Hughes
Prince Hughes est un acteur américain, né le 25 août 1947 et mort le 18 janvier 2004.

## Filmographie

### Cinéma
- 1985 : Fright Night : Bouncer #3
- 1985 : Vampire, vous avez dit vampire ? : un videur
- 1985 : Une créature de rêve : un invité à la fête
- 1987 : Number One with a Bullet : le conducteur
- 1987 : Meurtre dans l'objectif : Black Wino
- 1987 : Prof d'enfer pour un été : le détenu effrayant
- 1987 : Beauté fatale (Fatal Beauty) : Big Bubba
- 1988 : Action Jackson de Craig R. Baxley : Edd
- 1988 : Y a-t-il un flic pour sauver la reine ? : Idi Amin Dada
- 1989 : All's Fair : Nick
- 1989 : La Guerre des Rose : l'homme ensanglanté
- 1991 : Carnal Crimes : Culberston
- 1992 : Nervous Ticks : Ned
- 1992 : Play Nice : Rubbernecker
- 1996 : Where Truth Lies : un garçon de salle
- 1996 : The Prince : Pimp
- 1999 : Malevolence : Jumbo
- 1999 : S. geht rund : Timmy
- 2000 : I Love You, Baby : le vrai Decker
- 2003 : The Negative Pick-Up : Q

### Télévision
- 1984-1990 : 1st & Ten : Bubba Kincaid (16 épisodes)
- 1987 : Simon et Simon : Gros Johnny (1 épisode)
- 1987 : Capitaine Furillo : Jason (1 épisode)
- 1989 : Rick Hunter : Fat Ernie (1 épisode)
- 1990 : The New Adam-12 : Cat Burglar (1 épisode)
- 1995 : Mariés, deux enfants : Archimède (1 épisode)
- 1996 : Buddies : Tiny (1 épisode)
- 2004 : Significant Other : le ministre (1 épisode)